# Karate vid olympiska sommarspelen
Karate kommer att debutera som olympisk gren vid olympiska sommarspelen 2020 i Tokyo. Tävlingarna anordnas av World Karate Federation.

## Historia
Det var på Internationella olympiska kommitténs 129:e kongress i Rio de Janeiro i Brasilien 2016 som det beslutades karate skulle införas på OS-programmet 2020. Detta hade föregåtts av att organisationskommittén för Tokyo-OS 2020 föreslagit karate som ny sport i enlighet med riktlinjerna för den Olympiska agendan 2020. Dessa riktlinjer tillåter bland annat att organisationskommittén för ett OS kan föreslå nya tillfälliga sporter som är populära i landet för att öka det lokala intresset.

## Medaljtabell
Senast uppdaterad efter sommarspelen 2020.
| Pl.    | Nation           | Guld | Silver | Brons | Totalt |
| ------ | ---------------- | ---- | ------ | ----- | ------ |
| 1      | Japan            | 1    | 1      | 1     | 3      |
| 2      | Spanien          | 1    | 1      | 0     | 2      |
| 3      | Egypten          | 1    | 0      | 1     | 2      |
| 3      | Italien          | 1    | 0      | 1     | 2      |
| 5      | Bulgarien        | 1    | 0      | 0     | 1      |
| 5      | Frankrike        | 1    | 0      | 0     | 1      |
| 5      | Iran             | 1    | 0      | 0     | 1      |
| 5      | Serbien          | 1    | 0      | 0     | 1      |
| 9      | Azerbajdzjan     | 0    | 2      | 0     | 2      |
| 10     | Turkiet          | 0    | 1      | 3     | 4      |
| 11     | Kina             | 0    | 1      | 1     | 2      |
| 11     | Ukraina          | 0    | 1      | 1     | 2      |
| 13     | Saudiarabien     | 0    | 1      | 0     | 1      |
| 14     | Kazakstan        | 0    | 0      | 2     | 2      |
| 11     | Hongkong         | 0    | 0      | 1     | 1      |
| 11     | Jordanien        | 0    | 0      | 1     | 1      |
| 11     | Kinesiska Taipei | 0    | 0      | 1     | 1      |
| 11     | Ungern           | 0    | 0      | 1     | 1      |
| 11     | USA              | 0    | 0      | 1     | 1      |
| 11     | Österrike        | 0    | 0      | 1     | 1      |
| Totalt | Totalt           | 8    | 8      | 16    | 32     |

## Grenar

### Damer
| Gren          | 20 | År |
| ------------- | -- | -- |
| Kata          | X  | 1  |
| Kumite 55 kg  | X  | 1  |
| Kumite 61 kg  | X  | 1  |
| Kumite +61 kg | X  | 1  |
| Grenar        | 4  |    |

### Herrar
| Gren          | 20 | År |
| ------------- | -- | -- |
| Kata          | X  | 1  |
| Kumite 67 kg  | X  | 1  |
| Kumite 75 kg  | X  | 1  |
| Kumite +75 kg | X  | 1  |
| Grenar        | 4  |    |